# Nazi Punks Fuck Off!

Nazi Punks Fuck Off est le cinquième single des Dead Kennedys. 
Il est sorti en 1981 sur Alternative Tentacles, avec Moral Majority en face B,.

## Historique
Les deux titres sont issus de l'EP In God We Trust, Inc., bien que la version EP soit un enregistrement différent de la version single. Le single comprenait un brassard gratuit avec une croix gammée barrée . La conception a ensuite été adoptée comme symbole de l'action antiraciste du mouvement punk et anarcho-punk,.
Dans l'introduction de la version de Nazi Punks Fuck Off dans In God We Trust, Inc., Jello Biafra mentionne le producteur anglais Martin Hannett , qui avait travaillé pour Joy Division et Buzzcocks, l'accusant d'une voix en pince-bouche d'avoir surproduit l'enregistrement. En fait, Hannett n’a pas travaillé avec les Dead Kennedys.

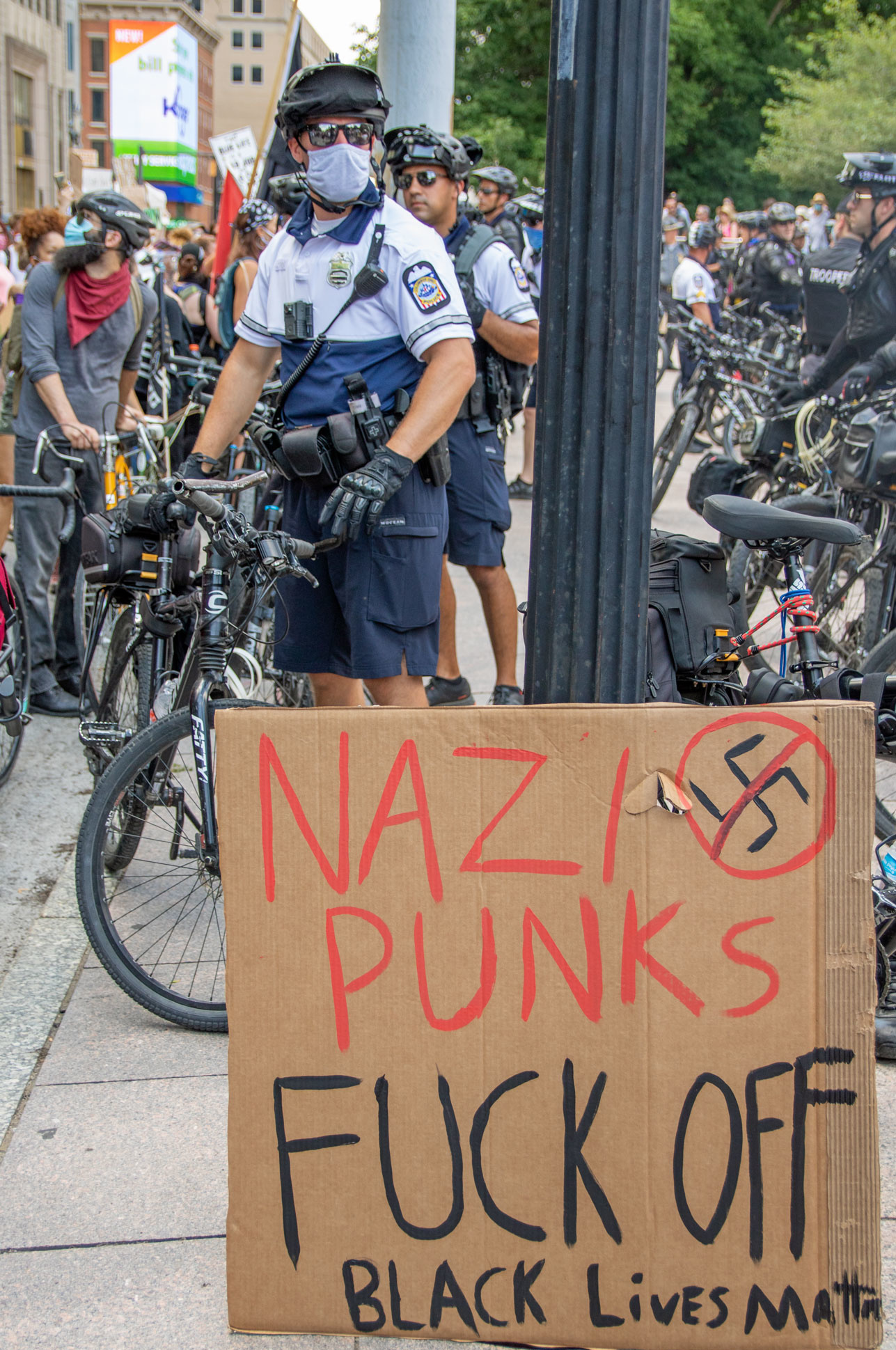
Pancarte utilisée pendant les manifestations ayant suivi la mort de George Floyd

La chanson vise plusieurs cibles : la violence gratuite dans les concerts ; les provocations des punks qui utilisent la croix gammée (Sid Vicious, Wattie Buchan), et les quelques véritables punks se déclarant d'extrême droite : les nazis punks.
Le slogan devient un classique des manifestations antiracistes.

## Reprises
Le groupe de grindcore anglais Napalm Death a enregistré une reprise de Nazi Punks Fuck Off pour son EP éponyme de 1993.
En 1999, pour la compilation hommage In Dub We Trust, Meg Lee Chin en propose une version reggae.
Le groupe américain de death metal mélodique Darkest Hour a enregistré une reprise de la chanson de l'album 2007 Kerrang! Higher Voltage.
Le film de 2015 Green Room contient la chanson, interprétée dans le film par le groupe fictif Ain't Rights.
En 2017, le groupe de shoegaze No Sun enregistre une reprise.

## Inspirations et détournements

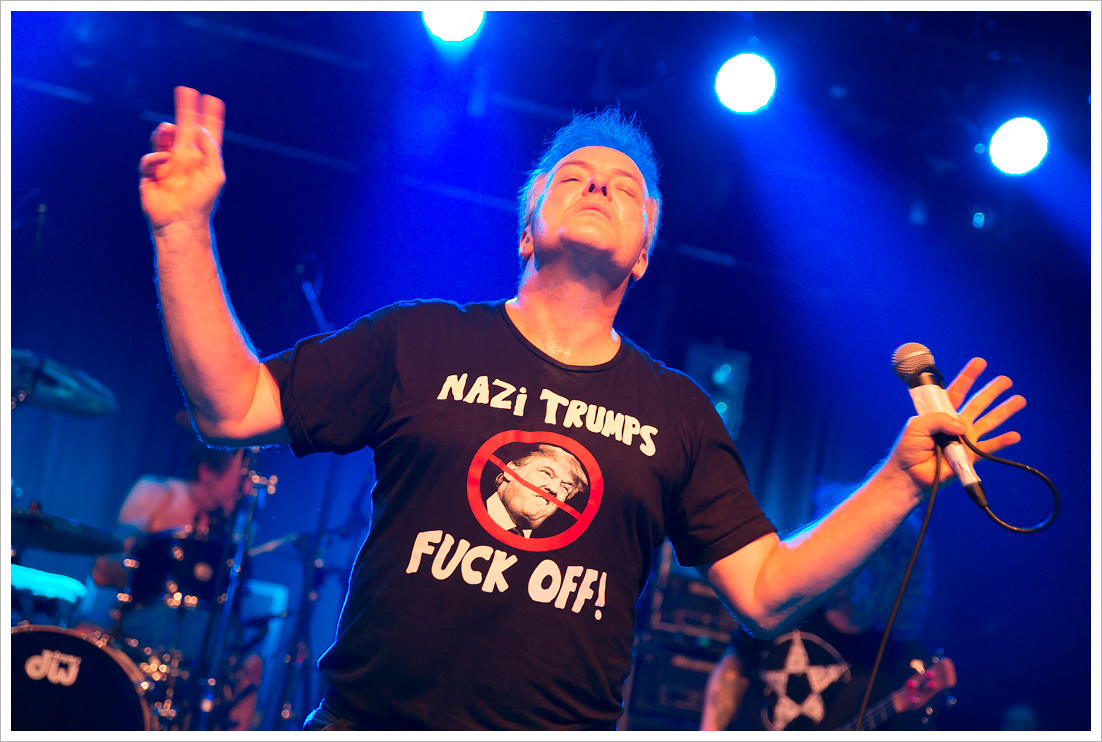
Jello Biafra portant un tee-shirt "Nazi Trump fuck off !"

Le label Alternative Tentacles propose un tee-shirt portant l'inscription « Nazi Trumps Fuck Off ! », ciblant le président Donald Trump.